# Tasha Cobbs Leonard
Natasha Tameika Cobbs (Jesup, 7 luglio 1981) è una cantautrice statunitense.

## Biografia
Tasha Cobbs Leonard ha avviato la sua carriera musicale nel 2010, pubblicando il suo album d'esordio Smile in modo indipendente. Ha così attratto le attenzioni della Motown Gospel, con la quale ha firmato un contratto e prodotto il disco Grace, giunto in 71ª posizione nella Billboard 200 e in vetta alla Top Gospel Albums. Da allora ha piazzato altri quattro album al primo posto di quest'ultima classifica (in particolare, One Place: Live ha scalato anche la classifica generale fino al 28º posto). Nella hit parade statunitense dedicata alle canzoni gospel, invece, ha accumulato quattro numero uno a partire da Break Every Chain, certificato disco di platino e grazie al quale ha vinto il suo primo Grammy Award nel 2014.
Tasha Cobbs è inoltre vincitrice di tre Stellar Awards e tre GMA Dove Awards.

## Discografia

### Album in studio
- 2010 – Smile
- 2013 – Grace
- 2017 – Heart. Passion. Pursuit.

### Album dal vivo
- 2015 – One Place: Live
- 2018 – Heart. Passion. Pursuit.: Live at Passion City Church
- 2019 – Smile (Live)
- 2020 – Royalty: Live at the Ryman
- 2023 – Hymns (Live)

### Singoli
- 2013 – Break Every Chain
- 2013 – For Your Glory
- 2013 – O Come All Ye Faithful
- 2015 – Overflow
- 2015 – Fill Me Up
- 2015 – Jesus Saves
- 2015 – Put a Praise on It (feat. Kierra Sheard)
- 2017 – Great God
- 2017 – I'm Getting Ready (feat. Nicki Minaj)
- 2018 – Your Spirit
- 2019 – This Is a Move
- 2019 – O Holy Night

## Riconoscimenti
- Grammy Awards
  - 2014 – Candidatura al miglior album Gospel per Grace [Live]
  - 2014 – Miglior performance Gospel/contemporanea di musica cristiana per Break Every Chain [Live]
  - 2016 – Candidatura al miglior album Gospel per One Place Live
  - 2020 – Candidatura alla miglior performance/canzone Gospel per This Is A Move (Live)
  - 2022 – Candidatura al miglior album Gospel per Royalty: Live at the Ryman
  - 2024 – Candidatura al miglior album Gospel per Hymns (Live)
  - 2024 – Miglior interpretazione/canzone di musica cristiana contemporanea per Your Power
- NAACP Image Awards
  - 2018 – Candidatura al miglior album Gospel/cristiano (tradizionale o contemporaneo) per Heart. Passion. Pursuit
  - 2021 – Candidatura alla miglior canzone Gospel/cristiana per Something Has to Break
  - 2023 – Candidatura al miglior album Gospel/cristiano per Hymns